# خافازي خاتسيغوف
خافازي خاتسيغوف (بالروسية: Хацыгов, Хаважи)‏ (مواليد 17 أبريل 1977) هو ملاكم بيلاروسي، مثّل بلاده في الألعاب الأولمبية الصيفية في دورتي 2004 و2008.

## روابط خارجية
خافازي خاتسيغوف على موقع بوكس ريك (الإنجليزية) (registration required)
- خافازي خاتسيغوف على موقع أوليمبيديا (الإنجليزية)